# Karlínskoie

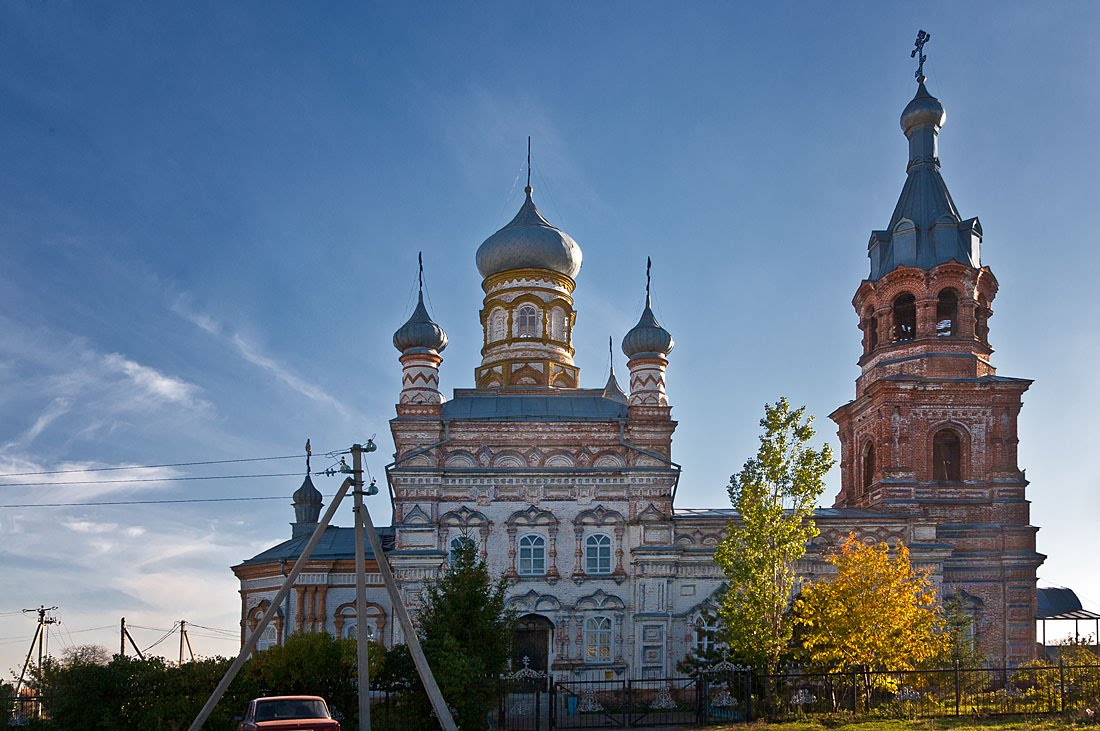
Karlínskoie.

Karlínskoie (en rus: Карлинское) és un poble de l'óblast d'Uliànovsk, a Rússia, que en el cens del 2010 tenia 2.505 habitants. Pertany al districte d'Uliànovsk.